# العلاقات المغربية البنمية
العلاقات المغربية البنمية هي العلاقات الثنائية التي تجمع بين المغرب وبنما.

## تاريخ
في 6 يوليوز 2020: عين الملك محمد السادس، سفيرة جديدة في بنما وهي بشرى القادري بودشيش.

## دعم مبادرة الحكم الذاتي
بتاريخ 16 يونيو 2025 عبرت جمهورية بنما؛ عقب لقاء بالرباط جمع بين وزير الشؤون الخارجية والتعاون الإفريقي والمغاربة المقيمين بالخارج، ناصر بوريطة، ونظيره البنمي خافيير مارتينيز-آشا فاسكيز؛ عن دعمها لمبادرة الحكم الذاتي التي تقدم بها المغرب سنة 2007، معتبرة إياها الأساس الأكثر جدية ومصداقية وواقعية من أجل تسوية النزاع الإقليمي حول الصحراء المغربية.

## مقارنة بين البلدين
هذه مقارنة عامة ومرجعية للدولتين:
| وجه المقارنة                                              | المغرب                                 | بنما                      |
| --------------------------------------------------------- | -------------------------------------- | ------------------------- |
| المساحة (كم2)                                             | 710.85 ألف                             | 74.18 ألف                 |
| عدد السكان (نسمة)                                         | 36.07 مليون                            | 4.10 مليون                |
| الكثافة السكانية (ن./كم²)                                 | 50.74                                  | 55.27                     |
| العاصمة                                                   | الرباط                                 | بنما                      |
| اللغة الرسمية                                             | اللغة العربية، أمازيغية معيارية مغربية | اللغة الإسبانية           |
| العملة                                                    | درهم مغربي                             | بالبوا بنمي، دولار أمريكي |
| الناتج المحلي الإجمالي (بليون دولار)                      | 109.14 مليار                           | 61.84 مليار               |
| الناتج المحلي الإجمالي (تعادل القوة الشرائية) بليون دولار | 274.06 مليار                           | 87.37 مليار               |
| الناتج المحلي الإجمالي الاسمي للفرد دولار أمريكي          | 2.88 ألف                               | 13.27 ألف                 |
| الناتج المحلي الإجمالي للفرد دولار أمريكي                 | 7.49 ألف                               | 20.89 ألف                 |
| مؤشر التنمية البشرية                                      | 0.628                                  | 0.780                     |
| رمز المكالمات الدولي                                      | +212                                   | +507                      |
| رمز الإنترنت                                              | .ma                                    | .pa                       |
| المنطقة الزمنية                                           | ت ع م+01:00                            | 00                        |

## منظمات دولية مشتركة
يشترك البلدان في عضوية مجموعة من المنظمات الدولية، منها:
| علم المنظمة | اسم المنظمة                               | تاريخ انضمام المغرب | تاريخ انضمام بنما |
| ----------- | ----------------------------------------- | ------------------- | ----------------- |
|             | يونسكو                                    | 7 نوفمبر 1956       | 10 يناير 1950     |
|             | الفريق المعني برصد الأرض                  | ?                   | ?                 |
|             | مؤسسة التمويل الدولية                     | 30 أغسطس 1962       | 20 يوليو 1956     |
|             | المركز الدولي لتسوية المنازعات الاستشارية | 10 يونيو 1967       | 8 مايو 1996       |
|             | منظمة حظر الأسلحة الكيميائية              | ?                   | ?                 |
|             | مؤسسة التنمية الدولية                     | 29 ديسمبر 1960      | 1 سبتمبر 1961     |
|             | منظمة التجارة العالمية                    | 1995                | ?                 |
|             | وكالة ضمان الاستثمار متعدد الأطراف        | 17 سبتمبر 1992      | 21 فبراير 1997    |
|             | الاتحاد البريدي العالمي                   | ?                   | ?                 |
|             | منظمة الشرطة الجنائية الدولية             | ?                   | ?                 |
|             | الأمم المتحدة                             | 12 نوفمبر 1956      | 13 نوفمبر 1945    |
|             | الاتحاد الدولي للاتصالات                  | 1 نوفمبر 1956       | 14 يوليو 1914     |
|             | البنك الدولي للإنشاء والتعمير             | 25 أبريل 1958       | 14 مارس 1946      |

## وصلات خارجية
- موقع وزارة الخارجية المغربية
- موقع وزارة الخارجية البنمية